# Hajkavan, Sjirak
Hajkavan (armeniska: Հայկավան, innan 1991 även ryska: Айкаван: Ajkavan) är en ort i Armenien. Före 1946 hette orten armeniska: Բաջողլի: Badzjoghli, ryska: Баджогли: Badzjogli). Den ligger i provinsen Sjirak, i den nordvästra delen av landet, 90 kilometer nordväst om huvudstaden Jerevan. Haykavan ligger 1 557 meter över havet och antalet invånare är 1 201.
Terrängen runt Hajkavan är platt söderut, men norrut är den kuperad. Runt Hajkavan är det ganska tätbefolkat, med 129 invånare per kvadratkilometer.. Närmaste större samhälle är Gjumri, 7,9 kilometer öster om Hajkavan.
Runt Hajkavan är det i huvudsak tätbebyggt.